# Кільцева лінія (Берлін)
Берлінська кільцева лінія або Берлінський рінгбан (нім. Ringbahn) — кільцевий маршрут завдовжки 37,5 км навколо внутрішньої частини Берліна в мережі берлінського S-Bahn'у. 
Його маршрут має пару колій, що використовуються поїздами S-Bahn, і іншої паралельної пари колій, що використовуються різними регіональними, міжміськими та вантажними поїздами. 
Лінії S-Bahn S41 і S42 забезпечують безперервне обслуговування в замкнутому циклі без кінцевих зупинок. 
Лінії S45, S46 і S47 використовують дільниці на півдні та заході кільця, тоді як лінії S8 та S85 використовують дільниці на сході кільця. 
Пасажирообіг становить близько 400 000 пасажирів на день. 

Кільцева лінія розділена навпіл залізничною магістраллю зі сходу на захід — штадтбаном, що перетинає Кільцеву лінію від Берлін-Весткройц до Берлін-Осткройц, утворюючи Південне кільце та Північне кільце. Сполучення S-Bahn з півночі на південь (з тунелем S-Bahn Північ — Південь як його вісь) ділить Кільцеву лінію на Західне кільце) та Східне кільце), перетинаючи станцію Берлін-Гезундбруннен на півночі та станції Берлін-Шенеберг і Берлін-Зюдкройц на півдні. 
Згодом ці чотири кільця припинили своє існування з видаленням колійних сполучень. 
Лише у Весткройці зберіглися оригінальні рейки. 